# Gertrud Recke
Gertrud Recke, auch Gertraud Recke (* 15. März 1920; † unbekannt), war eine deutsche Kostümbildnerin mit wichtigen Beiträgen zum frühen deutschen Nachkriegsfilm.

## Leben und Wirken
Gertrud Recke erhielt in der Frühphase des Zweiten Weltkriegs ihre praktische Ausbildung in Berlin als Bühnenbildneranwärterin / Szenenbildnerassistentin an dem von Heinrich George geleiteten Schiller-Theater und lieferte zeitgleich bereits einen Kostümentwurf zu Wolfgang Liebeneiners groß angelegten Bismarck-Film. Kurz darauf, 1942, gelang ihr endgültig der Sprung zum Film, und die erst 22-jährige Nachwuchskostümbildnerin wurde von der Tobis-Filmkunst sogleich mit der eigenverantwortlichen Anfertigung von Filmkostümen beauftragt. Bis Kriegsende 1945 entwarf Recke auch noch die Kleider zu zwei George-Vehikeln, Der Verteidiger hat das Wort und Die Degenhardts. 
Ihre Nachkriegskarriere begann Gertrud Recke mit dem vielbeachteten ersten DEFA-Spielfilm Die Mörder sind unter uns von Wolfgang Staudte. Es folgten mit Kurt Maetzigs Drama Ehe im Schatten und der satirischen Westproduktion Berliner Ballade von R. A. Stemmle zwei weitere zentrale Zeitbilder aus den Jahren vor der Gründung der Bundesrepublik und der DDR. Auch die an der Kinokasse ziemlich erfolglose Zeitsatire Der Herr vom andern Stern, in der Heinz Rühmann unter der Regie von Heinz Hilpert sein Nachkriegsfilmdebüt gab, wurde mit Recke-Entwürfen versorgt. Seitdem arbeitete die in Berlin-Charlottenburg lebende Gertrud Recke nur noch für bundesdeutsche Produktionen. Nach dem ambitionierten, wenngleich recht statisch ausgefallenen Politikerporträt Stresemann beendete sie ihre Filmtätigkeit. Danach verliert sich Reckes Spur.

## Filmografie
- 1942: Weiße Wäsche
- 1942: Meine Frau Teresa
- 1943: Der Verteidiger hat das Wort
- 1944: Die Degenhardts
- 1946: Die Mörder sind unter uns
- 1947: Ehe im Schatten
- 1947: Straßenbekanntschaft
- 1948: 1-2-3 Corona
- 1948: Der Herr vom andern Stern
- 1948: Berliner Ballade
- 1949: Martina
- 1949: 0 Uhr 15 Zimmer 9
- 1950: Komplott auf Erlenhof
- 1951: Torreani
- 1953: Heimlich, still und leise
- 1954: Sterne über Colombo
- 1954: Die Gefangene des Maharadscha
- 1956: Stresemann